# Strychnos beddomei
Strychnos beddomei är en tvåhjärtbladig växtart som beskrevs av Charles Baron Clarke. Strychnos beddomei ingår i släktet Strychnos och familjen Loganiaceae. Inga underarter finns listade i Catalogue of Life.